# Mandevilla tenuifolia
Mandevilla tenuifolia är en oleanderväxtart som först beskrevs av Mikan, och fick sitt nu gällande namn av R. E. Woodson. Mandevilla tenuifolia ingår i släktet Mandevilla och familjen oleanderväxter. Inga underarter finns listade i Catalogue of Life.